# Rene Krhin
Rene Krhin (Maribor, 21 maggio 1990) è un ex calciatore sloveno, di ruolo centrocampista.

## Caratteristiche tecniche
Considerato in giovane età uno dei migliori talenti sloveni, in attività era dotato di una buona visione di gioco ed era abile nei passaggi. È stato paragonato a Esteban Cambiasso, suo compagno di squadra all'Inter e suo punto di riferimento da sempre.

## Carriera

### Club

#### Dal Maribor all'Inter
Nel gennaio 2007 per 250.000 euro passa dal Maribor all'Inter, negli Allievi Nazionali allenati da Daniele Bernazzani, nella stessa trattativa che porta Abdoulaye Diarra in prestito nella società slovena. Si distingue negli Allievi Nazionali e viene convocato nella Nazionale Under-17 slovena; nella stagione 2007-2008 passa alla Primavera, con cui vince il Torneo di Viareggio. Nella stagione 2008-2009 fa ancora parte della squadra Primavera guidata da Vincenzo Esposito.

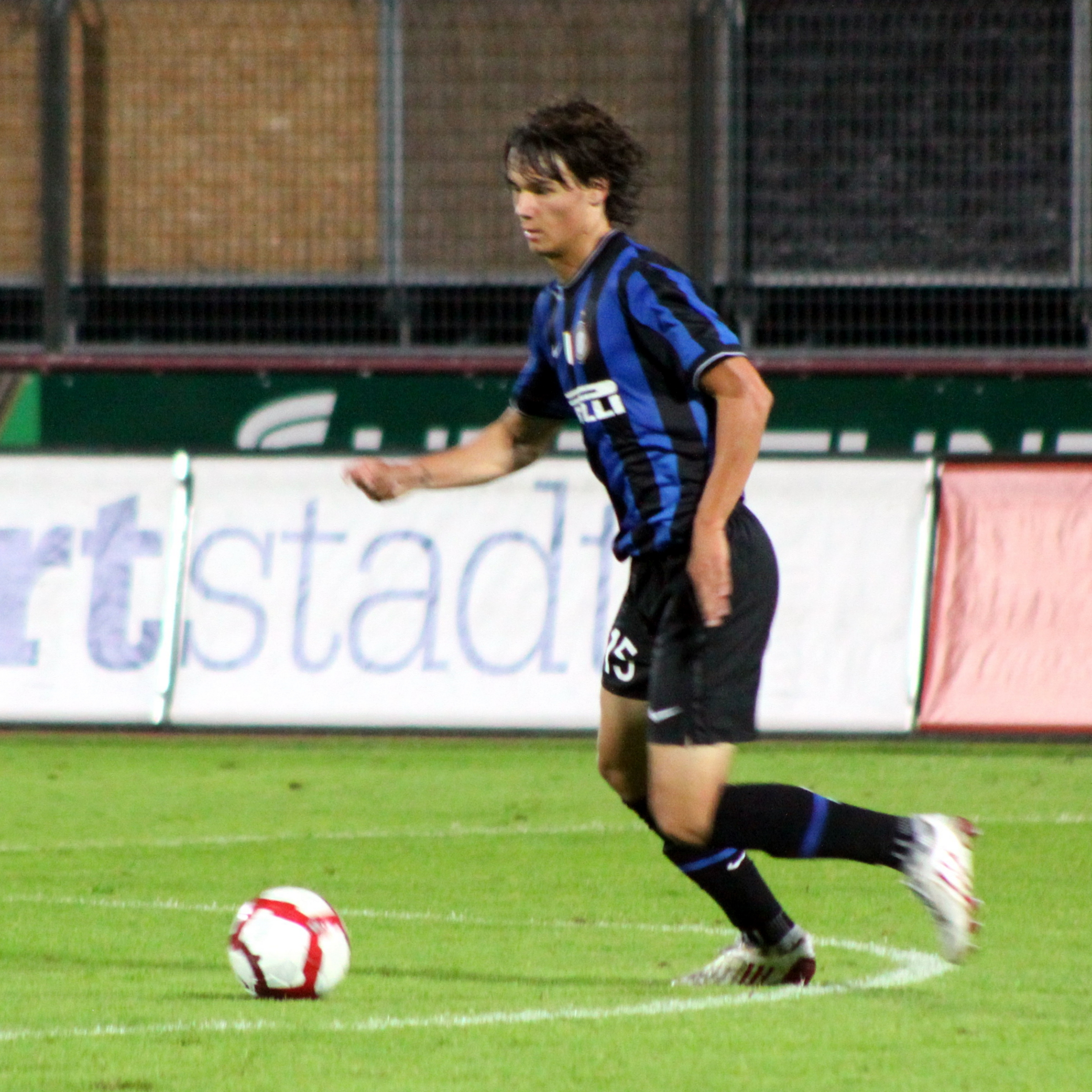
Krhin in azione in maglia nerazzurra nel 2009

Nell'estate 2009, insieme al compagno di squadra Vid Belec, decide di non partecipare al campionato europeo Under-19 per seguire la prima squadra dell'Inter negli Stati Uniti per un tour estivo; l'allenatore José Mourinho lo ha inserito nella rosa. Il 13 settembre, a 19 anni, esordisce in Serie A nella partita Inter-Parma (2-0), subentrando a Sneijder al 78'. Parte da titolare per la prima volta il 1º novembre nel successo per 2-0 in quel di Livorno.
Il 5 novembre prolunga il suo contratto che lo lega all'Inter fino al 2014. e con 5 presenze complessive partecipa alla conquista del Triplete (campionato, Coppa Italia e Champions League).

#### Bologna
Il 27 luglio 2010 il Bologna comunica l'ingaggio del giocatore in compartecipazione per 2,5 milioni di euro. Il 14 novembre 2010 fa il suo esordio con la maglia del Bologna nella partita vinta per 1-0 contro il Brescia. Il 25 giugno 2011 Inter e Bologna rinnovano la compartecipazione. L'11 marzo 2012 segna il suo primo gol in Serie A a Roma nella vittoria per 1-3 contro la Lazio. Il 1º aprile seguente in Bologna-Palermo 1-3 rimedia la rottura del crociato anteriore del ginocchio sinistro. Il giocatore viene sottoposto a intervento chirurgico ed è costretto ad uno stop di sette mesi circa.

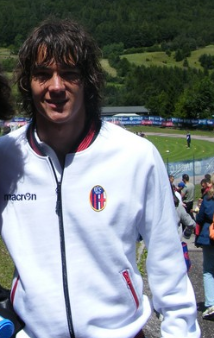
Krhin al Bologna nel 2011

Il 22 giugno 2012 Inter e Bologna si accordano per il rinnovo della compartecipazione.
Al termine della stagione 2012-2013, il 20 giugno 2013 la compartecipazione viene nuovamente rinnovata, con il giocatore sloveno che resta così in rossoblu per il quarto anno consecutivo.
Nel 2013-2014 gioca 28 partite tra campionato e Coppa Italia. In tutto con la maglia del Bologna mette insieme 64 presenze e 1 gol.

#### Ritorno all'Inter
Nel giugno 2014 la comproprietà viene risolta a favore dell'Inter. Viene presentato alla stampa, così come il suo nuovo compagno di squadra Berni, il 14 luglio durante il ritiro a Pinzolo.
Gioca la sua prima partita della stagione con la maglia numero 44 in Europa League il 23 ottobre in Inter-S. Etienne 0-0 sostituendo Kuzmanovic all'85º. Sei giorni più tardi torna a giocare anche in campionato in Inter-Sampdoria 1-0 sostituendo Kovačić al minuto 89.
In tutto gioca 5 partite tra campionato (3) ed Europa League (2).

#### Prestito al Cordoba e cessione al Granada
Il 30 gennaio 2015 viene ceduto agli spagnoli del Córdoba con la formula del prestito oneroso a 500.000 euro.
Gioca 14 partite di campionato, la squadra retrocede e così fa ritorno all'Inter.
Il 23 luglio dello stesso anno viene ceduto a titolo definitivo al Granada per 1,3 milioni di euro..Debutta da titolare il 30 agosto nella vittoria esterna per 1-2 contro il Getafe.

#### Nantes, ritorno in Spagna e Australia
Il 26 agosto 2017 passa in prestito con diritto di riscatto al Nantes. Dopo 19 presenze totali con una rete segnata, il 12 giugno 2018 viene acquistato a titolo definitivo dal club francese.
Dopo aver collezionato solo 42 presenze e un gol nel 2020 rimane svincolato. Resta senza squadra sino al 9 febbraio 2021, giorno in cui torna in Spagna firmando per il Castellón, club di seconda divisione.
Rimasto di nuovo svincolato, il 27 settembre 2021 firma con il Western Utd. A luglio 2022, dopo la fine del contratto con il club australiano, si ritira dal calcio giocato all'età di 32 anni.

### Nazionale
È stato titolare nell'Under-19 nel campionato europeo di calcio Under-19. Esordisce con la nazionale maggiore il 5 settembre 2009 nell'amichevole contro l'Inghilterra a 19 anni. A 20 anni viene convocato in nazionale per il campionato mondiale di calcio 2010. Il 7 giugno 2013 segna il suo primo gol in nazionale, nel match contro l'Islanda. Si ripete a più di due anni di distanza, nel match contro la Lituania. Nella seconda metà del 2015, diventa membro fisso della formazione titolare della nazionale slovena.

## Statistiche

### Presenze e reti nei club
Statistiche aggiornate al 22 agosto 2020.
| Stagione        | Squadra         | Campionato      | Campionato | Campionato | Coppe nazionali | Coppe nazionali | Coppe nazionali | Coppe continentali | Coppe continentali | Coppe continentali | Altre coppe | Altre coppe | Altre coppe | Totale | Totale |
| Stagione        | Squadra         | Comp            | Pres       | Reti       | Comp            | Pres            | Reti            | Comp               | Pres               | Reti               | Comp        | Pres        | Reti        | Pres   | Reti   |
| --------------- | --------------- | --------------- | ---------- | ---------- | --------------- | --------------- | --------------- | ------------------ | ------------------ | ------------------ | ----------- | ----------- | ----------- | ------ | ------ |
| 2009-2010       | Inter           | A               | 5          | 0          | CI              | 1               | 0               | UCL                | 0                  | 0                  | SI          | 0           | 0           | 6      | 0      |
| 2010-2011       | Bologna         | A               | 4          | 0          | CI              | 1               | 0               | -                  | -                  | -                  | -           | -           | -           | 5      | 0      |
| 2011-2012       | Bologna         | A               | 7          | 1          | CI              | 2               | 0               | -                  | -                  | -                  | -           | -           | -           | 9      | 1      |
| 2012-2013       | Bologna         | A               | 21         | 0          | CI              | 1               | 0               | -                  | -                  | -                  | -           | -           | -           | 22     | 0      |
| 2013-2014       | Bologna         | A               | 27         | 0          | CI              | 1               | 0               | -                  | -                  | -                  | -           | -           | -           | 28     | 0      |
| Totale Bologna  | Totale Bologna  | Totale Bologna  | 59         | 1          |                 | 5               | 0               |                    | -                  | -                  |             | -           | -           | 64     | 1      |
| 2014-gen. 2015  | Inter           | A               | 3          | 0          | CI              | 0               | 0               | UEL                | 2                  | 0                  | -           | -           | -           | 5      | 0      |
| Totale Inter    | Totale Inter    | Totale Inter    | 8          | 0          |                 | 0               | 0               |                    | 2                  | 0                  |             | 0           | 0           | 10     | 0      |
| gen.-giu. 2015  | Córdoba         | PD              | 14         | 0          | CR              | -               | -               | -                  | -                  | -                  | -           | -           | -           | 14     | 0      |
| 2015-2016       | Granada         | PD              | 24         | 0          | CR              | 1               | 0               | -                  | -                  | -                  | -           | -           | -           | 25     | 0      |
| 2016-2017       | Granada         | PD              | 12         | 0          | CR              | 0               | 0               | -                  | -                  | -                  | -           | -           | -           | 12     | 0      |
| Totale Granada  | Totale Granada  | Totale Granada  | 36         | 0          |                 | 1               | 0               |                    | -                  | -                  |             | -           | -           | 37     | 0      |
| 2017-2018       | Nantes          | L1              | 18         | 1          | CF+CdL          | 1+0             | 0               | -                  | -                  | -                  | -           | -           | -           | 19     | 1      |
| 2018-2019       | Nantes          | L1              | 16         | 0          | CF+CdL          | 3+2             | 1+0             | -                  | -                  | -                  | -           | -           | -           | 21     | 1      |
| 2019-2020       | Nantes          | L1              | 8          | 0          | CF+CdL          | 2+0             | 0               | -                  | -                  | -                  | -           | -           | -           | 10     | 0      |
| Totale Nantes   | Totale Nantes   | Totale Nantes   | 42         | 1          |                 | 8               | 1               |                    | -                  | -                  |             | -           | -           | 50     | 2      |
| feb.-giu. 2021  | Castellón       | SD              | 2          | 0          | CR              | -               | -               | -                  | -                  | -                  | -           | -           | -           | 2      | 0      |
| Totale carriera | Totale carriera | Totale carriera | 161        | 2          |                 | 15              | 1               |                    | 2                  | 0                  |             | 0           | 0           | 178    | 3      |

### Cronologia presenze e reti in nazionale
| Cronologia completa delle presenze e delle reti in nazionale ― Slovenia | Cronologia completa delle presenze e delle reti in nazionale ― Slovenia | Cronologia completa delle presenze e delle reti in nazionale ― Slovenia | Cronologia completa delle presenze e delle reti in nazionale ― Slovenia | Cronologia completa delle presenze e delle reti in nazionale ― Slovenia | Cronologia completa delle presenze e delle reti in nazionale ― Slovenia | Cronologia completa delle presenze e delle reti in nazionale ― Slovenia | Cronologia completa delle presenze e delle reti in nazionale ― Slovenia |
| Data                                                                    | Città                                                                   | In casa                                                                 | Risultato                                                               | Ospiti                                                                  | Competizione                                                            | Reti                                                                    | Note                                                                    |
| ----------------------------------------------------------------------- | ----------------------------------------------------------------------- | ----------------------------------------------------------------------- | ----------------------------------------------------------------------- | ----------------------------------------------------------------------- | ----------------------------------------------------------------------- | ----------------------------------------------------------------------- | ----------------------------------------------------------------------- |
| 5-9-2009                                                                | Londra                                                                  | Inghilterra                                                             | 2 – 1                                                                   | Slovenia                                                                | Amichevole                                                              | -                                                                       | 77’                                                                     |
| 14-10-2009                                                              | Serravalle                                                              | San Marino                                                              | 0 – 3                                                                   | Slovenia                                                                | Qual. Mondiali 2010                                                     | -                                                                       | 85’                                                                     |
| 3-3-2010                                                                | Maribor                                                                 | Slovenia                                                                | 4 – 1                                                                   | Qatar                                                                   | Amichevole                                                              | -                                                                       | 64’                                                                     |
| 4-6-2010                                                                | Maribor                                                                 | Slovenia                                                                | 3 – 1                                                                   | Nuova Zelanda                                                           | Amichevole                                                              | -                                                                       | 78’                                                                     |
| 11-10-2011                                                              | Maribor                                                                 | Slovenia                                                                | 1 – 0                                                                   | Serbia                                                                  | Qual. Euro 2012                                                         | -                                                                       | 69’                                                                     |
| 15-11-2011                                                              | Lubiana                                                                 | Slovenia                                                                | 2 – 3                                                                   | Stati Uniti                                                             | Amichevole                                                              | -                                                                       | 46’                                                                     |
| 29-2-2012                                                               | Capodistria                                                             | Slovenia                                                                | 1 – 1                                                                   | Scozia                                                                  | Amichevole                                                              | -                                                                       | 85’                                                                     |
| 14-11-2012                                                              | Skopje                                                                  | Macedonia                                                               | 3 – 2                                                                   | Slovenia                                                                | Amichevole                                                              | -                                                                       | 67’                                                                     |
| 6-2-2013                                                                | Lubiana                                                                 | Slovenia                                                                | 0 – 3                                                                   | Bosnia ed Erzegovina                                                    | Amichevole                                                              | -                                                                       | 46’                                                                     |
| 22-3-2013                                                               | Lubiana                                                                 | Slovenia                                                                | 1 – 2                                                                   | Islanda                                                                 | Qual. Mondiali 2014                                                     | -                                                                       | 79’                                                                     |
| 31-5-2013                                                               | Bielefeld                                                               | Slovenia                                                                | 2 – 0                                                                   | Turchia                                                                 | Amichevole                                                              | -                                                                       | 56’                                                                     |
| 7-6-2013                                                                | Reykjavík                                                               | Islanda                                                                 | 2 – 4                                                                   | Slovenia                                                                | Qual. Mondiali 2014                                                     | 1                                                                       | 86’                                                                     |
| 14-8-2013                                                               | Turku                                                                   | Finlandia                                                               | 2 – 0                                                                   | Slovenia                                                                | Amichevole                                                              | -                                                                       |                                                                         |
| 6-9-2013                                                                | Lubiana                                                                 | Slovenia                                                                | 1 – 0                                                                   | Albania                                                                 | Qual. Mondiali 2014                                                     | -                                                                       |                                                                         |
| 11-10-2013                                                              | Lubiana                                                                 | Slovenia                                                                | 3 – 0                                                                   | Norvegia                                                                | Qual. Mondiali 2014                                                     | -                                                                       | 81’                                                                     |
| 5-3-2014                                                                | Blida                                                                   | Algeria                                                                 | 2 – 0                                                                   | Slovenia                                                                | Amichevole                                                              | -                                                                       | 52’                                                                     |
| 5-9-2015                                                                | Basilea                                                                 | Svizzera                                                                | 3 – 2                                                                   | Slovenia                                                                | Qual. Euro 2016                                                         | -                                                                       | 83’                                                                     |
| 8-9-2015                                                                | Maribor                                                                 | Slovenia                                                                | 1 – 0                                                                   | Estonia                                                                 | Qual. Euro 2016                                                         | -                                                                       | 88’                                                                     |
| 9-10-2015                                                               | Lubiana                                                                 | Slovenia                                                                | 1 – 1                                                                   | Lituania                                                                | Qual. Euro 2016                                                         | -                                                                       |                                                                         |
| 12-10-2015                                                              | Serravalle                                                              | San Marino                                                              | 0 – 2                                                                   | Slovenia                                                                | Qual. Euro 2016                                                         | -                                                                       |                                                                         |
| 14-11-2015                                                              | Leopoli                                                                 | Ucraina                                                                 | 2 – 0                                                                   | Slovenia                                                                | Qual. Euro 2016                                                         | -                                                                       | 44’                                                                     |
| 17-11-2015                                                              | Maribor                                                                 | Slovenia                                                                | 1 – 1                                                                   | Ucraina                                                                 | Qual. Euro 2016                                                         | -                                                                       |                                                                         |
| 23-3-2016                                                               | Capodistria                                                             | Slovenia                                                                | 1 – 0                                                                   | Macedonia                                                               | Amichevole                                                              | -                                                                       | 88’                                                                     |
| 28-3-2016                                                               | Belfast                                                                 | Irlanda del Nord                                                        | 1 – 0                                                                   | Slovenia                                                                | Amichevole                                                              | -                                                                       |                                                                         |
| 30-5-2016                                                               | Malmö                                                                   | Svezia                                                                  | 0 – 0                                                                   | Slovenia                                                                | Amichevole                                                              | -                                                                       | 88’                                                                     |
| 4-9-2016                                                                | Vilnius                                                                 | Lituania                                                                | 2 – 2                                                                   | Slovenia                                                                | Qual. Mondiali 2018                                                     | 1                                                                       |                                                                         |
| 8-10-2016                                                               | Lubiana                                                                 | Slovenia                                                                | 1 – 0                                                                   | Slovacchia                                                              | Qual. Mondiali 2018                                                     | -                                                                       | 26’                                                                     |
| 11-10-2016                                                              | Lubiana                                                                 | Slovenia                                                                | 0 – 0                                                                   | Inghilterra                                                             | Qual. Mondiali 2018                                                     | -                                                                       | 84’                                                                     |
| 11-11-2016                                                              | Attard                                                                  | Malta                                                                   | 0 – 1                                                                   | Slovenia                                                                | Qual. Mondiali 2018                                                     | -                                                                       |                                                                         |
| 14-11-2016                                                              | Breslavia                                                               | Polonia                                                                 | 1 – 1                                                                   | Slovenia                                                                | Amichevole                                                              | -                                                                       |                                                                         |
| 26-3-2017                                                               | Glasgow                                                                 | Scozia                                                                  | 1 – 0                                                                   | Slovenia                                                                | Qual. Mondiali 2018                                                     | -                                                                       |                                                                         |
| 10-6-2017                                                               | Lubiana                                                                 | Slovenia                                                                | 2 – 0                                                                   | Malta                                                                   | Qual. Mondiali 2018                                                     | -                                                                       |                                                                         |
| 1-9-2017                                                                | Trnava                                                                  | Slovacchia                                                              | 1 – 0                                                                   | Slovenia                                                                | Qual. Mondiali 2018                                                     | -                                                                       | 80’                                                                     |
| 5-10-2017                                                               | Londra                                                                  | Inghilterra                                                             | 1 – 0                                                                   | Slovenia                                                                | Qual. Mondiali 2018                                                     | -                                                                       | 38’                                                                     |
| 23-3-2018                                                               | Klagenfurt                                                              | Austria                                                                 | 3 – 0                                                                   | Slovenia                                                                | Amichevole                                                              | -                                                                       |                                                                         |
| 27-3-2018                                                               | Lubiana                                                                 | Slovenia                                                                | 0 – 2                                                                   | Bielorussia                                                             | Amichevole                                                              | -                                                                       |                                                                         |
| 2-6-2018                                                                | Podgorica                                                               | Montenegro                                                              | 0 – 2                                                                   | Slovenia                                                                | Amichevole                                                              | -                                                                       | 62’                                                                     |
| 6-9-2018                                                                | Lubiana                                                                 | Slovenia                                                                | 1 – 2                                                                   | Bulgaria                                                                | UEFA Nations League 2018-2019 - 1º turno                                | -                                                                       | 51’ 66’                                                                 |
| 13-10-2018                                                              | Oslo                                                                    | Norvegia                                                                | 1 – 0                                                                   | Slovenia                                                                | UEFA Nations League 2018-2019 - 1º turno                                | -                                                                       |                                                                         |
| 16-10-2018                                                              | Lubiana                                                                 | Slovenia                                                                | 1 – 1                                                                   | Cipro                                                                   | UEFA Nations League 2018-2019 - 1º turno                                | -                                                                       | 75’                                                                     |
| 21-3-2019                                                               | Haifa                                                                   | Israele                                                                 | 1 – 1                                                                   | Slovenia                                                                | Qual. Euro 2020                                                         | -                                                                       |                                                                         |
| 24-3-2019                                                               | Lubiana                                                                 | Slovenia                                                                | 1 – 1                                                                   | Macedonia del Nord                                                      | Qual. Euro 2020                                                         | -                                                                       |                                                                         |
| 6-9-2019                                                                | Lubiana                                                                 | Slovenia                                                                | 2 – 0                                                                   | Polonia                                                                 | Qual. Euro 2020                                                         | -                                                                       |                                                                         |
| 9-9-2019                                                                | Lubiana                                                                 | Slovenia                                                                | 3 – 2                                                                   | Israele                                                                 | Qual. Euro 2020                                                         | -                                                                       | 81’                                                                     |
| 10-10-2019                                                              | Skopje                                                                  | Macedonia del Nord                                                      | 2 – 1                                                                   | Slovenia                                                                | Qual. Euro 2020                                                         | -                                                                       | 48’                                                                     |
| 13-10-2019                                                              | Lubiana                                                                 | Slovenia                                                                | 0 – 1                                                                   | Austria                                                                 | Qual. Euro 2020                                                         | -                                                                       | 79’                                                                     |
| 16-11-2019                                                              | Lubiana                                                                 | Slovenia                                                                | 1 – 0                                                                   | Lettonia                                                                | Qual. Euro 2020                                                         | -                                                                       | 74’                                                                     |
| 19-11-2019                                                              | Varsavia                                                                | Polonia                                                                 | 3 – 2                                                                   | Slovenia                                                                | Qual. Euro 2020                                                         | -                                                                       |                                                                         |
| Totale                                                                  |                                                                         | Presenze                                                                | 48                                                                      |                                                                         | Reti                                                                    | 2                                                                       |                                                                         |

## Palmarès

### Club

#### Competizioni giovanili
- Torneo di Viareggio: 1

Inter: 2008

#### Competizioni nazionali
- Campionato italiano: 1

Inter: 2009-2010
- Coppa Italia: 1

Inter: 2009-2010
- Campionato australiano: 1

Western United: 2021-2022

#### Competizioni internazionali
- UEFA Champions League: 1

Inter: 2009-2010